# U-Bahnhof Holzapfelkreuth
Der Münchner U-Bahnhof Holzapfelkreuth wurde am 15. April 1983 eröffnet und war bis 1989 der Endpunkt der U3 und bis 1993 der Endpunkt der U6. Er ist nach der Jägerfamilie Holzapfel benannt.
Demnach lebte im 19. Jahrhundert Josef Holzapfel als Sohn eines einstigen Revierförsters dort auf seinem Gut mitten im Wald, 1859 erwarb er das 1844 erbaute Gut. Bis dahin war der Flurname Kreuth (= von Reuten, dem alten Wort für Roden – das heißt, ursprünglich war das nur eine Waldrodung mitten im Wald). Seitdem heißt es Holzapfelkreuth. 1889 war Holzapfelkreuth zwar noch nicht in München, sondern es handelte sich um eine Waldwirtschaft, jedoch erinnert an diese Wirtschaft noch heute die Holzapfelkreuther Straße.
Der Bahnhof liegt unter der Kreuzung Guardini-/Ehrwalder Straße mit der Fürstenrieder Straße.
Der U-Bahnhof wurde anlässlich der Internationalen Gartenschau 1983 gebaut, weshalb die Hintergleiswände aus gelben Wandpaneelen bestehen, die oben nach innen gebogen, und die Säulen mit orangen Fliesen verkleidet sind. Die Decke ist mit Aluminium-Lamellen verblendet, wobei es zwischen denen über den Gleisen und denen über dem, mit Isarkiesel-Motiv ausgelegten Bahnsteig, eine Unterbrechung gibt, in der die Lichtbänder befestigt sind. Am westlichen Ende führen Roll- und Festtreppen in ein Sperrengeschoss und weiter zur Guardinistraße und zur Neufriedenheimer Straße. Am Ostende ist das Sperrengeschoss zusätzlich über einen Lift zu erreichen, von wo aus man die Fürstenrieder Straße erreichen kann.
| Linie | Linienverlauf |
| ----- | --- |
| U6    | Garching-Forschungszentrum – (2560 m) – Garching – (1827 m) – Garching-Hochbrück – (4208 m) – Fröttmaning – (830 m) – Kieferngarten – (1431 m) – Freimann – (1087 m) – Studentenstadt – (660 m) – Alte Heide – (740 m) – Nordfriedhof – (813 m) – Dietlindenstraße – (712 m) – Münchner Freiheit – (579 m) – Giselastraße – (744 m) – Universität – (788 m) – Odeonsplatz – (640 m) – Marienplatz – (884 m) – Sendlinger Tor – (843 m) – Goetheplatz – (677 m) – Poccistraße – (624 m) – Implerstraße – (1236 m) – Harras – (837 m) – Partnachplatz – (760 m) – Westpark – (1084 m) – Holzapfelkreuth – (1050 m) – Haderner Stern – (1097 m) – Großhadern – (731 m) – Klinikum Großhadern |